# Etowah megye
Etowah megye az Amerikai Egyesült Államokban, azon belül Alabama államban található annak északkeleti részén. Az állam ipari központja a tizenkilencedik század óta. Itt született William Patrick Lay, az Alabama Power Company alapítója. Gadsden városának jelentős szerepe volt a polgárháborúban és a világháborúban is. Innét indul Amerika leghosszabb utcai vására, amely több államon keresztül, 1150 km hosszan húzódik a Michigan államban található Addison-ig a US 127-es autópálya mentén. A megyét egy választott hattagú bizottság irányítja. Megyeszékhelye és legnagyobb városa Gadsden. Lakosainak száma 103 436 fő (2020. április 1.). Etowah megye DeKalb, Blount, Cherokee, Calhoun, St. Clair és Marshall megyékkel határos.

## Története
Etowah megyét 1866. december 7-én alapították Cherokee és DeKalb megyék egyes részeinek felhasználásával. David W. Baine konföderációs tábornokról kapta a nevét és Baine megye lett. A következő évben azonban a republikánus többségű állam kormánya eltörölte ezt a nevet. Egy évvel később a megye Etowah néven alakult újra, a név a cherooki italwa szóból ered, ami "várost" jelent a cserokiek, creekek és más délkeleti törzsek Muscogee nyelvén.
Az első település a mai Etowah megyében a Coosa folyó melletti Double Springs nevű városban volt. A Double Springs 1845. július 4-én átnevezték, amikor James Lafferty százados vezette első gőzhajó a területre érkezett. A helyi lakosok felajánlották, hogy a várost "Lafferty Landing"-nek nevezik el tiszteletére, de Lafferty elutasította. Ehelyett a Gadsden nevet választották James Gadsden ezredes tiszteletére, aki késöbb a Gadsden Purchase ről vált ismertté amikor is Amerika megvásárolta a területeket Mexikótól amelyen ma Dél-Arizona és Délnyugat Új-Mexikó fekszik.
1863. május 2-án, Gadsden városa közelében játszódott a polgárháború egy jelentős eseménye Abel Streight uniós ezredes észak-Alabamán keresztüli rajtaütése során, mely a Streight's Raid nevet kapta. Az ezredes célja az volt, hogy elérje az észak-nyugat Georgiai Western & Atlantic Railroadot és elvágja a Tennesseeben lévő konföderációs erők utánpótlását. A hadművelet utolsó napjaiban Streight ezredes csapatait üldözték a konföderációs hadsereg egységei Nathan Bedford Forrest tábornok vezetésével. Streight ezredes el akart jutni a Georgiai Rome városába, hogy megtámadja azt, de két helyi lakos segítsége megakadályozta. Az uniós erők átkeltek a Gadsden városa előtti Black Creek patakon és a hidat lerombolták, így hátráltatva az őket üldöző konföderációs erőket. Forrest tábornok talált egy helyi fiatal lányt, Emma Sansomot, aki ismerte a patakon átvezető gázló helyét és segítségével a tábornok csapatai tovább folytathatták az üldözést. 
A másik helyi lakos, aki segítette a konföderációs erőket, John Wisdom kompkezelő volt, aki észrevette, hogy az uniós erők átkeltek a folyón és felgyújtották a kompot. 100 kilométert ment Rome városáig, hogy figyelmeztesse a város lakóit a közeledő uniós csapatokra, a város lakói lerombolták az egyetlen hidat ami átvezetett a Coosa folyón, így lehetetlenné téve Straight ezredesnek a továbbhaladást a város felé. Végül az uniós csapatok nyugat felé fordultak új átkelőt keresve, de Cedar Bluff nél Forrest tábornok egy csellel elhitette a többségben lévő uniós erőkkel, hogy egy nagyobb létszámú sereggel állnak szemben, így Straight ezredes megadta magát. Az uniós erők támadása nem érte el célját, nem sikerült megzavarniuk a Tennessee hadsereg utánpótlási vonalait, és semmilyen hatást nem gyakoroltak a Közép-Tennessee-ben és Északnyugat-Georgia államban 1863 nyarán és őszén vívott csatákra. 
1903-ban egy Gadsden-i lakos, William Patrick Lay megépítette első vízerőművét a Big Wills Creeken, amely Attalla városát látta el árammal. 1906-ban megszervezte az Alabama Power Company-t. Gadsden fontos katonai központtá vált a második világháború alatt, amikor is a Gadsden Ordnance Plant-ot megépítették az ágyúkhoz való lövedékek gyártására. A háború végéig az üzem több mint 16 millió lőszert gyártott. 1942-ben az Egyesült Államok birtokba vett 36 300 hektárt Etowahban és a szomszédos St. Clair megyében, hogy létrehozzák Alabama első vegyi hadviselési központját (CWC). A Camp Sibert néven a CWC egységképző központjaként szolgált. 
Az 1945-ben bezárt Sibert tábor a második világháborúban szolgáló összes CWS-csapat több mint 45 százalékának volt a kiképzőhelye. 1963-ban Etowah megye felkeltette az országos média figyelmét, amikor William Moore polgárjogi aktivistát meggyilkolták Attalla közelében.

## Népesség
A 2020-as népszámlálási becslések szerint Etowah megye lakossága 103 436 fő volt a következő eloszlás szerint.
| Rassz            | lélekszám | százalék | rangsor az állam 67 megyéje közül |
| ---------------- | --------- | -------- | --------------------------------- |
| Teljes           | 103436 fő | 2,0      | 13                                |
| Fehér            | 77731 fő  | 75,1     | 22                                |
| Afroamerikai     | 14999 fő  | 14,5     | 43                                |
| Spanyol          | 4895 fő   | 4,7      | 21                                |
| Több rasszú      | 4259 fő   | 4,1      | 13                                |
| Ázsiai           | 921 fő    | 0,9      | 16                                |
| Őslakos és egyéb | 631 fő    | 0,6      | 28                                |

A megyeszékhelynek, Gadsdennek becsült lakossága 35 224 volt. 
További jelentősebb települések a megyében: Rainbow City, Attalla, Glencoe, Hokes Bluff, Sardis City, Southside, Altoona és Ridgeville. 
A háztartások medián jövedelme 44 934 dollár volt, szemben az állam egészének 52 035 dollárjával, az egy főre jutó jövedelem pedig 25 094 dollár volt, szemben az állam 28 934 dollárjával. A megye népességének változása:
| Lakosok száma | 104 498 | 104 323 | 104 311 | 103 931 | 103 057 | 103 436 |
|               | 2010    | 2011    | 2012    | 2013    | 2015    | 2020    |

## Gazdaság
A lankás és dombos terep miatt Etowah megye soha nem volt mezőgazdasági központ. Ehelyett a megye természeti erőforrásai és nagy munkaerő -állománya Alabama egyik legfontosabb ipari központjává tették. 1845-ben a Big Wills Creek partján található Coosa Furnace lett a megye első vaskemencéje. 1895-ben megépítették az alabama city-i Dwight Mill-t, amely termelése csúcspontján, 1953-ban 2600 embert foglalkoztatott. A malom, amelyhez egy falu is tartozott, 1959-ben egy sor munkaügyi vita után bezárt. 1900-ban az Underwood Coal Companyt megalapította, majd megvásárolta az Alabama Steel. A társaságnak egykor 11 bányája volt Altoona város közelében. 1929-ben a Goodyear Tire and Rubber Company üzemet épített Gadsden ben. A huszonegyedik század fordulóján 2550 dolgozójával továbbra is a megye legnagyobb foglalkoztatója maradt. 2006. október 5-én a US Steel dolgozói sztrájkot kezdtek az üzemben, aminek következtében a dolgozók körülbelül fele munka nélkül maradt. 2007 augusztusában a Goodyear bejelentette, hogy közel 125 millió dollárt költ az üzem korszerűsítésére. A második legnagyobb munkáltató, a Gulf States Steel 1903-ban alakult meg, és 1998-ra 1900 dolgozót foglalkoztatott. 2000-ben a cég csődöt jelentett és bezárt.

## Foglalkoztatás
A 2020-as népszámlálási becslések szerint Etowah megyében a munkaerő a következő ipari kategóriák között oszlik meg:
- Oktatási szolgáltatások, valamint egészségügyi és szociális segélyek (24,0 százalék)
- Feldolgozóipar (17,4 százalék)
- Kiskereskedelem (12,8 százalék)
- Művészetek, szórakoztatás, rekreáció, valamint szállás- és étkezési szolgáltatások (10,0 százalék)
- Építőipar (6,9 százalék)
- Egyéb szolgáltatások, kivéve a közigazgatást (6,4 százalék)
- Szakmai, tudományos, gazdálkodási, valamint adminisztratív és hulladékgazdálkodási szolgáltatások (5,6 százalék)
- Közigazgatás (5,0 százalék)
- Szállítás és raktározás, valamint közművek (4,6 százalék)
- Pénzügy és biztosítás, valamint ingatlan, bérbeadás és lízing (3,0 százalék)
- Nagykereskedelem (2,2 százalék)
- Információ (1,3 százalék)
- Mezőgazdaság, erdőgazdálkodás, halászat és vadászat, valamint kitermelő (0,5 százalék)

## Oktatás
Az Etowah megyében 22 iskola található, Attalla városában négy; Gadsden városában további 17 iskola van. Etowah megyében négy magániskola is található. Etowah megyében található a Gadsden State Community College is, amely egy kétéves állami koedukációs intézmény.

## Földrajz
Az 1421 négyzetkilométer területű Etowah megye az állam északkeleti részén fekszik, teljes egészében a Cumberland-fennsík régión belül.
A Coosa folyó északról délre halad át a megye keleti felén, és két mellékfolyója, a Black- és a Big Wills Creek patak folyik a megye területén. 1966-ban az Alabama Power megépítette a H. Neely Henry gátat a Coosa folyón, létrehozva a H. Neely Henry-tavat, amely Etowah megye déli csücskét borítja. Emellett a Sand Mountain és a Lookout Mountain is a megyében található. Az Interstate 59 észak-déli irányban halad át a megye központján, és az US 11 és US 411 párhuzamos ezzel az útvonallal. Az US 278 kelet-nyugati irányban halad át a megye közepén, az US 431 pedig észak-déli irányban. A Gadsden Municipal Airport a megye egyetlen nyilvános repülőtere .

## Események és érdekes helyek
Gadsden ad otthont a Noccalula-vízesésnek, amely egy látványos 90 láb magas vízesés.

 Minden augusztusban Gadsdenben kezdődik a World's Longest Yard Sale aukciója, Alabamában pedig a festői Lookout Mountain Parkway mentén fut. A háromnapos rendezvény vásárlók és árusok ezreit vonzza a környékre. A H. Neely Henry-tó a környék legjobb horgászhelyei közé tartozik. Az Etowah Heritage Museum a megye történetével kapcsolatos kiállításoknak, egy kutatókönyvtárnak és egy örökségfaparknak ad otthont.